# 李亮 (西凉)
李亮（?—?），字士融，陇西狄道（今甘肃临洮县）人。
李亮是西凉武昭王第十子，李谭、李歆、李让、李愔、李恂、李翻、李豫、李宏、李眺的弟弟。李亮官至右将军。嘉兴四年七月（420年），李亮的二哥西凉后主李歆被沮渠蒙逊击败后杀死，他和六哥李翻、七哥新城太守李豫、八哥前将军、中华令李宏、九哥左将军李眺等人向西逃到敦煌，沮渠蒙逊因此进入酒泉。

## 家族
陇西李氏世系图